# 頓河州
頓河州（Область Донского Войска）是俄羅斯帝國和蘇聯早期的一個州，相當於今日的羅斯托夫州和伏爾加格勒州西部等。面積164,539平方公里，1897年人口2,564,238人。首府切爾卡斯克（1806年後為新切爾卡斯克）。
1786年建州，1920年改制。